# Heterostraci
De Heterostraci zijn een onderklasse van uitgestorven vissen die vooral leefden in de zee en estuaria.

## Beschrijving
Ze bestonden uit twee belangrijke monofyletische groepen, de Pteraspidiformes en Cyathaspidiformes. Het zijn de oudste vissen en de vroegste gewervelden en ze vormen de grootste en meest diverse groep van de kaakloze vissen. De oudste fossielen van deze vissen stammen uit het Vroeg-Ordovicium, zo'n 500 miljoen jaar geleden. Tijdens het Laat-Siluur en het Vroeg-Devoon waren ze zeer goed vertegenwoordigd met een grote verscheidenheid aan soorten, van modderetende bodembewoners tot goed zwemmende planktoneters.

## Kenmerken
Het voorste deel van het lichaam was bedekt met grote dorsale en ventrale platen, met kleinere platen aan de zijkanten. Er was een laterale kieuwopening, ogen aan de zijkanten van de kop en de gepaarde neuszakken op het binnenoppervlak van de rostrale afscherming (die uitsteekt tegenover de mond). De rest van het lichaam was bedekt met schubben. De staart was hypocercaal (schuin naar beneden). Deze vissen waren meestal slechts enkele centimeters lang, hoewel sommige species een lengte konden bereiken van 150 cm. Een bijzonder kenmerk van deze groep was het steeds doorgroeiende kopschild. In een later ontwikkelingsstadium veroverden zij het zoete water.

## Indeling
- † Anatolepis Brockelie & Fortey, 1976
- † Aporemaspis Elliot & Loeffler, 1989
- † Strosipherus Pander, 1856

Familie Corvaspididae Dineley, 1953
- † Corvaspis Woodward, 1934
- † Lepidaspis Dineley & Loeffler, 1976

Orde Cyathaspidida Kaier, 1930
- † Boothaspis Broad, 1973
- † Homalaspidella Strand, 1934
- † Irregulareaspis Zych, 1931

Orde Olbiaspidida Obruchev, 1964
- † Psammolepis Agassiz, 1843

Orde Pteraspidomorphes Berg, 1937
- Familie Psammosteidae Traquair, 1896
  - † Drepanaspis Schluter, 1887
  - † Oredezhosteus Moloshnikov, 2009
  - † Psammosteus Agassiz, 1844
- Familie Pycnosteidae Tarlo, 1962
  - † Tartuosteus Obruchev, 1961

Orde Arandaspidida Ritchie & Gilbert-Tomlinson, 1977
- † Arandaspis Ritchie & Gilbert-Tomlinson, 1977

Orde Pteraspidiformes Berg, 1940
- † Pteraspis Kner & Woodward, 1900
- † Doryaspis White, 1935